# Districtul Sanam Chai Khet
Sanam Chai Khet (în thailandeză สนามชัยเขต) este un district (Amphoe) din provincia Chachoengsao, Thailanda, cu o populație de 72.883 de locuitori și o suprafață de 1.666,0 km².